# Heckershausen
Heckershausen ist der östliche Ortsteil der Gemeinde Ahnatal im nordhessischen Landkreis Kassel.

## Geografie
Das Dorf befindet sich im Landkreis Kassel nordöstlich des Habichtswalds, wenige Kilometer nordwestlich von Kassel bzw. direkt östlich von Weimar. Es liegt wenige Hundert Meter östlich der Rasenallee, dem historischen Verkehrsweg zwischen Kassel und dem etwa 3 km nordwestlich von Heckershausen gelegenen Schloss Wilhelmsthal, das zur Gemeinde Calden gehört.
Durch Heckershausen fließt die Ahne, die hiesig vom Staufenberg (361 m ü. NN) im Norden und der Firnskuppe (313,9 m) im Süden eingerahmt wird. Nördlich des Dorfs erhebt sich der Stahlberg (348 m), ein südwestlicher Ausläufer des Staufenbergs, an dem ein Grillplatz mit Hütte errichtet wurde.

## Geschichte

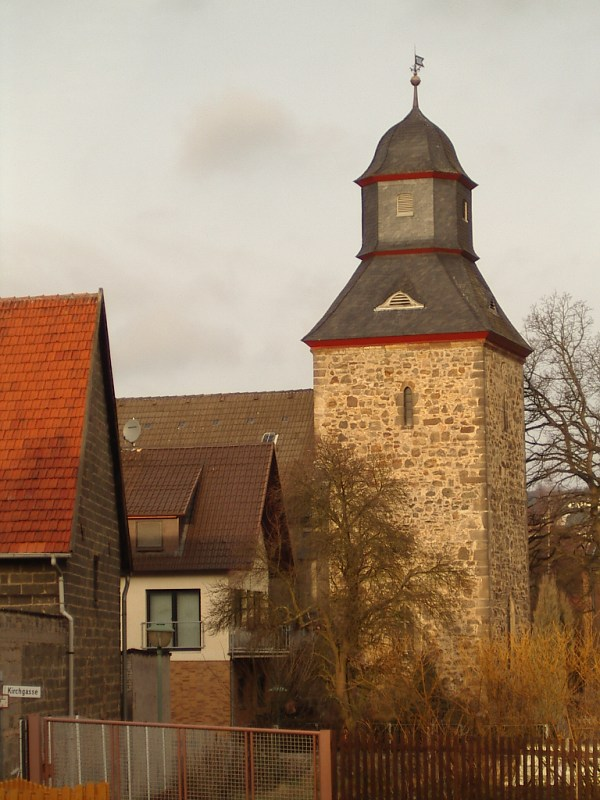
Chorturm von Südosten (2003)

Im Jahr 1106 findet sich die erste bekannte urkundliche Erwähnung des Ortes Hekereshusun in einem Güterverzeichnis (Breviarium Sancti Lulli) der Abtei Hersfeld. In erhaltenen Urkunden späterer Zeit wurde das Dorf unter den folgenden Namen erwähnt (in Klammern das Jahr der Erwähnung): Heggereshusun (1107); Hekkereshusun (1146); Höckershausen (1505).
Ein erster Pfarrer wurde 1357 genannt. 1585 werden 31 Haushaltungen verzeichnet. Das Kirchenpatronat stand dem Kasseler Martinsstift zu und war seit der Reformation landgräflich.
Am 1. August 1972 wurden die beiden bis dahin eigenständigen Gemeinden Heckershausen und Weimar, im Zuge der Gebietsreform in Hessen, kraft Landesgesetz zur Großgemeinde Ahnatal zusammengeschlossen.
Im Jahr 2006 wurde Heckershausen 900 Jahre alt. Dieses Jubiläum wurde vom 19. Mai bis 6. Juni 2006 im Rahmen einer Festwoche gefeiert.

## Sehenswürdigkeiten
- Das Langhaus der mitten im Ort stehenden Kirche (links) wurde im 19. Jahrhundert in historisierenden Formen neu errichtet. Die Wetterfahne auf dem Knauf der Haube des im Kern wohl mittelalterlichen Chorturms ist auf 1886 datiert. Das ins queroblonge Achteck übergeführte Glockengeschoss ist verschiefert.
- Die 3-bogige, aus Quadermauerwerk bestehende Eisenbahnbrücke, über welche die nachfolgend erwähnte Bahnstrecke führt, steht am Südrand der Ortschaft.

## Verkehr

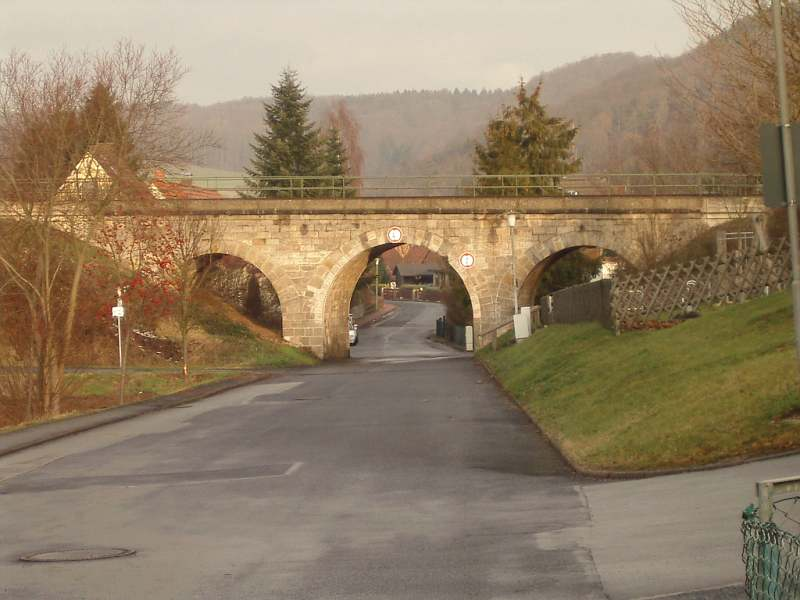
Eisenbahnbrücke aus Quadermauerwerk von Süden (2003)

- Heckershausen verfügt über zwei Haltepunkte an der Bahnstrecke Volkmarsen–Vellmar-Obervellmar. Seit 2007 verkehrt auf dieser Strecke die RegioTram von Wolfhagen in das Kasseler Straßenbahn-Netz mit Halt an beiden Haltepunkten; eine Fahrt nach Kassel dauert etwa 15 Minuten.

| Linie | Verlauf | Takt                                           |
| ----- | --- | ---------------------------------------------- |
| RT4   | Wolfhagen – Altenhasungen – Oberelsungen – Zierenberg-Rosental – Zierenberg – Fürstenwald – Ahnatal-Weimar – Ahnatal-Heckershausen – Ahnatal-Casselbreite – Vellmar-Obervellmar – Vellmar-Osterberg/EKZ – Kassel Jungfernkopf – Kassel-Harleshausen – Kassel-Kirchditmold – Kassel Hbf (tief) – Scheidemannplatz – Wilhelmsstraße/Stadtmuseum – Rathaus/Fünffensterstraße – Rathaus – Friedrichsplatz – Königsplatz – Am Stern – Holländischer Platz/Universität – Halitplatz – Hauptfriedhof – Wiener Straße – Holländische Straße Stand: Fahrplanwechsel Dezember 2021 | 60 min 30 min (Zierenberg–Holl. Str. werktags) |
- Heckershausen verfügt auch über eine Busverbindung, welche bislang die Orte Weimar, Kammerberg, Heckershausen, Vellmar und Kassel bedient. Seit Dezember 2006 verkehren Busse zweier Linien in Ahnatal: Die NVV-Linie 49 verbindet die Ahnataler Ortsteile Heckershausen und Weimar, und die Linie 48 verkehrt von Ahnatal durch Vellmar und Fuldatal nach Kassel.
- Besonders die A 44 und die Bundesstraßen 7, 83 und 251, welche zum Beispiel den Bereich Kassel kreuzen, sind in meist kurzer Zeit erreichbar.